# Devendranagar
Devendranagar é uma cidade e uma nagar panchayat no distrito de Panna, no estado indiano de Madhya Pradesh.

## Demografia
Segundo o censo de 2001, Devendranagar tinha uma população de 11 411 habitantes. Os indivíduos do sexo masculino constituem 53% da população e os do sexo feminino 47%. Devendranagar tem uma taxa de literacia de 61%, superior à média nacional de 59,5%: a literacia no sexo masculino é de 69% e no sexo feminino é de 52%. Em Devendranagar, 18% da população está abaixo dos 6 anos de idade.